# کوه راجرز (کالیفرنیا)
کوه راجرز (به انگلیسی: Rodgers Peak) یک کوه در ایالات متحده آمریکا است که در شهرستان مونو، کالیفرنیا واقع شده‌است. کوه راجرز ۳٬۹۵۵٫۷۴ متر بالاتر از سطح دریا واقع شده‌است.